# Ali Barbouyou et Ali Bouf à l'huile
Pour plus de détails, voir Fiche technique et Distribution.
Ali Barbouyou et Ali Bouf à l'huile est un film muet français de court métrage réalisé par Georges Méliès, sorti en 1907.

## Fiche technique
- Titre original : Ali Barbouyou et Ali Bouf à l'huile
- Titre anglophone (États-Unis) : Delirium in a Studio
- Réalisateur : Georges Méliès
- Scénario : Georges Méliès
- Producteur : Georges Méliès
- Société de production : Star Film
- Société de distribution : Star Film (France), John D. Rock (États-Unis)
- Pays d'origine :  France
- Langue : film muet avec les intertitres en français
- Métrage : 92 mètres
- Format : Noir et blanc — 35 mm — 1,33:1 — Muet
- Genre : Comédie
- Durée : 2 minutes
- Dates de sortie : 
  -  France : 1907

## Distribution
- Georges Méliès : 	Ali Barbouyou, le peintre
- Manuel : Ali Bouf-à-l'huile, l'assistant du peintre